# Groot Nederlands Dictee
Het Groot Nederlands Dictee (GND) is een spellingwedstrijd die tot 2009 jaarlijks in en rond Vlaanderen werd gehouden door het Davidsfonds, in samenwerking met het tijdschrift Knack.
Midden februari vonden de preselecties plaats. Dit gebeurde op een zeventigtal locaties, vooral in Vlaanderen maar ook in Nederland, Frankrijk, Luxemburg en soms zelfs Zuid-Afrika. In deze preselectieproef moesten de deelnemers eerst een aantal meerkeuzevragen oplossen (de juist gespelde vorm kiezen) en daarna de foutief gespelde woorden in een tekst aanduiden.
Er waren verschillende wedstrijdcategorieën; voor de jeugd waren er de miniemen (laatste graad basisonderwijs), cadetten (eerste graad secundair), scholieren (tweede graad) en junioren (derde graad). Volwassenen konden kiezen tussen de liefhebbers- en specialistencategorie. Vanaf 2006 – de twaalfde editie – was er ook een speciaal dictee voor anderstaligen, die het Nederlands dus niet als moedertaal hebben.
De vijfentwintig (oorspronkelijk dertig) beste deelnemers van elke categorie mochten deelnemen aan de finale, die een drietal weken later gehouden werd in het Vlaams Parlement. De deelnemers kregen een tekst voorgeschoteld met een aantal ontbrekende woorden. Deze woorden moesten ze zelf invullen.
Het Groot Nederlands Dictee mag niet worden verward met het Groot Dictee der Nederlandse Taal, dat tot 2016 jaarlijks in Den Haag werd gehouden en op televisie werd uitgezonden.